# 櫛間城
櫛間城（くしまじょう）は、宮崎県串間市西方（日向国那珂郡櫛間院）にあった日本の城（平山城）。

## 歴史
築城年代は明らかではないが、鎌倉時代後期頃、関東から鎌倉御家人として当地に下向した地頭職の野辺久盛が本拠地として築城したと云われる。
南北朝時代には野辺盛忠の本拠地で島津貞久や畠山直顕ら歴代の守護に抵抗したが、1339年（延元4年/暦応2年）に陥落した。盛忠以後は、盛房が城主となり、盛仁の代まで７代に渡り野辺氏が居城したが、足利義昭事件を契機に野辺氏は衰退し、櫛間城をあとにする。
室町時代後期には島津氏の影響下に入り、同氏の一族である伊作家が伊作城から櫛間城に転封された。伊作久逸は伊東祐国と結んで反乱を起こすが、伊東祐国が戦死すると降伏して伊作に戻され、代わりに同じ島津氏の一族である豊州家が入った（飫肥城主を兼ねる）。その後、島津氏・肝付氏・伊東氏による攻防が繰り広げられるが、豊臣政権の九州国分によって筑前国秋月氏がこの地に移された。秋月種長が一時居城としたが、関ヶ原の戦い後に財部城を新たな本拠としたため、1604年（慶長9年）に廃城となった。
東側に福島川、西側に天神川が流れる南北に伸びたシラス台地の丘陵上にあり、南北1.2キロメートル・東西0.4キロメートルの区画に13もしくは14の曲輪があり、1991年（平成3年）以降発掘調査が行われている。その結果、建物の遺構のみならず、中国や東南アジアなどからの輸入品を含む陶磁器をはじめ、銭貨・石製品・小刀などが発掘されている。